# Givraines
Givraines ist eine französische Gemeinde 420 Einwohnern (Stand: 1. Januar 2022) im Département Loiret in der Region Centre-Val de Loire. Sie gehört zum Kanton Le Malesherbois und zum Arrondissement Pithiviers. 
Sie grenzt im Norden an La Neuville-sur-Essonne, im Nordosten an Échilleuses, im Osten an Boësses, im Südosten an Gaubertin, im Süden an Barville-en-Gâtinais, im Südwesten an Boynes und im Westen an Yèvre-la-Ville (mit der Hauptsiedlung und der ehemaligen Gemeinde Yèvre-le-Châtel).

## Bevölkerungsentwicklung
| Jahr      | 1962 | 1968 | 1975 | 1982 | 1990 | 1999 | 2008 | 2018 |
| --------- | ---- | ---- | ---- | ---- | ---- | ---- | ---- | ---- |
| Einwohner | 378  | 354  | 308  | 284  | 326  | 306  | 339  | 414  |